# Leopardo das Neves
Leopardo das Neves (em russo:  Снежный барс, "Sniejni Bars") é um antigo prémio de montanhismo cujo nome oficial é "Conquistador dos Picos Mais Altos da União das Repúblicas Socialistas Soviéticas". Era concedido aos montanhistas que ascendiam aos cumes mais altos da antiga União Soviética: Pico Lenin (hoje Ismail Samani), Khan Tengri, Pico Korzhenevskoi e Pico do Comunismo (hoje Pico da Independência). Em 1990 juntou-se a esta lista o Pico Pobeda (hoje Pico Jengish Chokusu), na fronteira com a China, que tinha sido retirado por causa de tensões políticas entre a China e a URSS. Assim a lista completou-se com todos os picos da URSS com mais de 7000 m de altitude.
Actualmente mantém-se como prémio reconhecido na Comunidade de Estados Independentes.

## Picos que fazem parte do prémio
- Pico Ismail Samani: 7495 m (antigo Pico do Comunismo)
- Pico Jengish Chokusu: 7439 m (antigo Pico Pobeda)
- Pico Lenine: 7134 m (também chamado Pico Avicena / Ibn Sena)
- Pico Korzhenevskoi: 7105 m.
- Khan Tengri: 7010 m.

A altitude da base de rocha do Khan Tengri é de 6995 m mas a sua cobertura de gelo chega aos 7010 m.
Por ordem de dificuldade, o Pobeda/Jengish Chokusu é de longe o mais difícil e perigoso, seguido pelo Khan Tengri, Ismail Samani, Korzhenevskaya, e o mais fácil é o Lenin/Independência.